# Christian McKay
Pour les articles homonymes, voir McKay.
Christian Stuart McKay (né le 11 novembre 1973) est acteur de théâtre, télévision et cinéma. Il apparait dans le film Me and Orson Welles. 

## Filmographie
- 2009 : Vivaldi, il prete rosso, mini-série de Liana Marabini : Estienne Roger
- 2013 : Paganini, le violoniste du diable (Der Teufelsgeiger) (TV)
- 2013 : Rush de Ron Howard : Alexander Fermor-Hesketh

- 2014 : Une merveilleuse histoire du temps : (VF : Mathias Kozlowski) : Roger Penrose
- 2017 : La Maison biscornue (Crooked House)  de Gilles Paquet-Brenner : Roger Leonides